# 펜탁스 K100D

펜탁스 K100D

펜탁스 K100D(Pentax K100D)는 2006년 5월에 출시된 디지털 일안 반사식 카메라이다. 유효 화소수 610만의 APS-C 사이즈 CCD 센서를 채용하고 있고 CCD 시프트식 손떨림 보정 기능을 가지고 있는 것이 큰 특징이다. 이 카메라는 발매 당시 손떨림 보정 기능을 탑재한 DSLR 카메라중 가장 저렴한 가격으로 판매되었다.
CCD 시프트는 영구자석을 이용한 구동 방식으로 소음이 적고 반응속도가 매우 빠르다. 제작사의 주장에 따르면, 이 기능 사용시 장착 가능한 모든 렌즈에서 평균 2~3.5 stop이 초과된 셔터스피드에서도 떨림이 없는 이미지를 얻을 수 있다.  dpreview.com의 실험 결과에 따르면 50mm 렌즈 사용시 약 1 stop의 손떨림 보정 효과가 있다. 
같은 CCD 센서를 사용한 기종과 동일하게 ISO감도는 200부터 시작하며 최대 3200까지 지원한다. 셔터 스피드는 벌브 노출모드 이외에 최장 30초, 최단 1/4000초를 지원한다. 렌즈는 KA, KAF, KAF2 마운트가 사용되며 어댑터를 사용할 때 M42 스크류마운트 렌즈도 사용할 수 있다. 경쟁 기종으로는 니콘의 D50, D40, D40x와 캐논의 EOS 400D 정도가 있다.

## 외부 링크

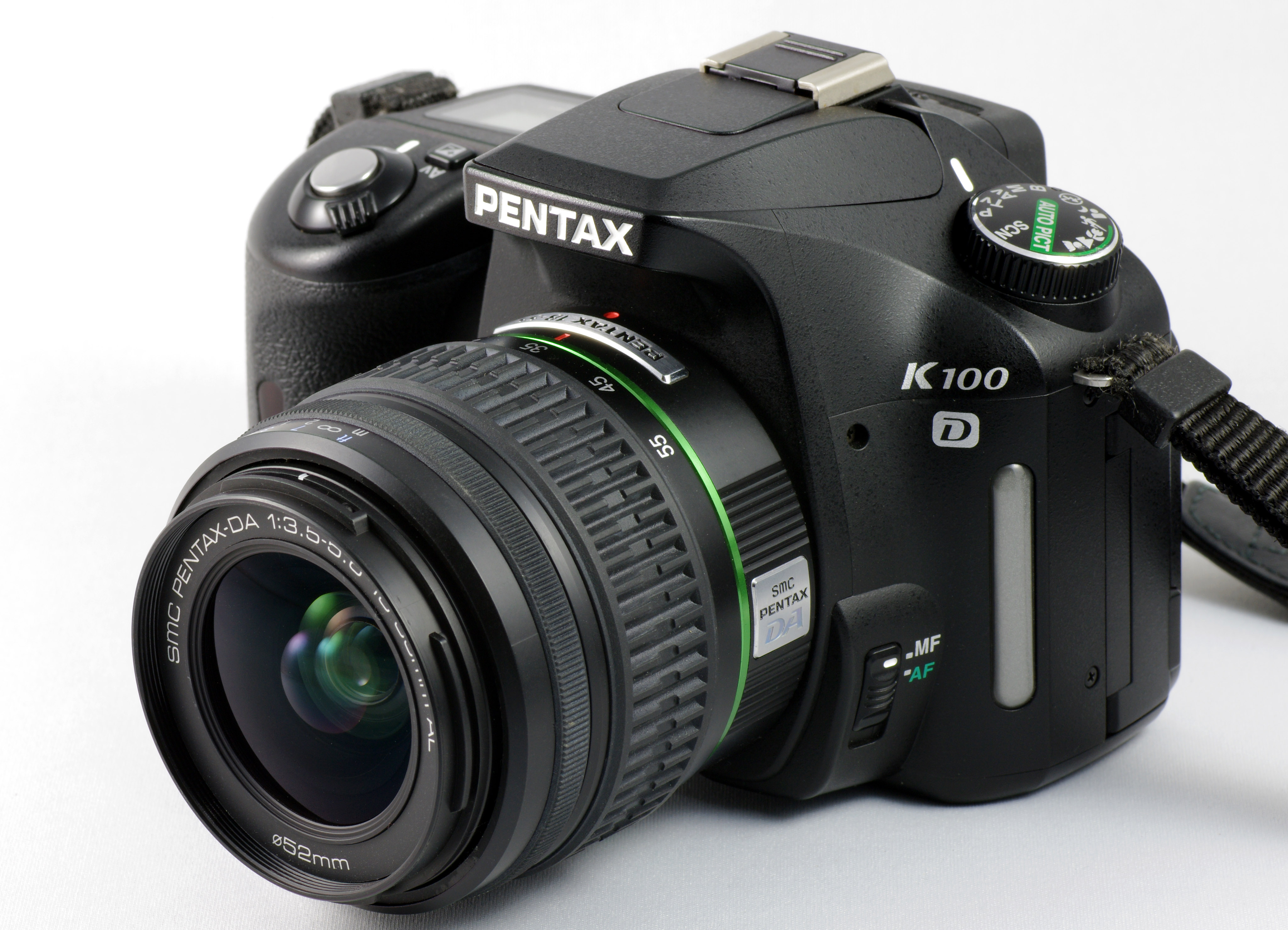
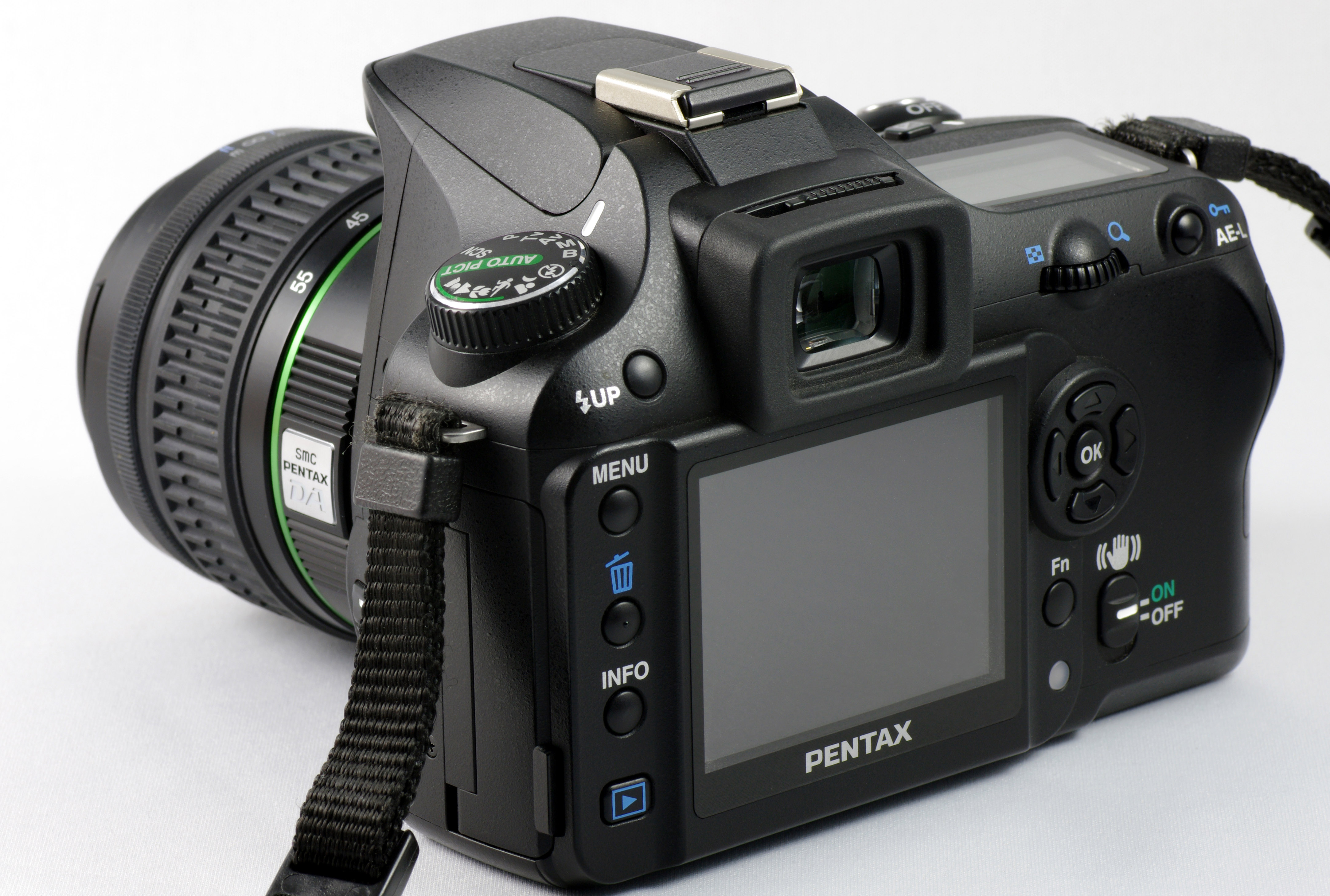
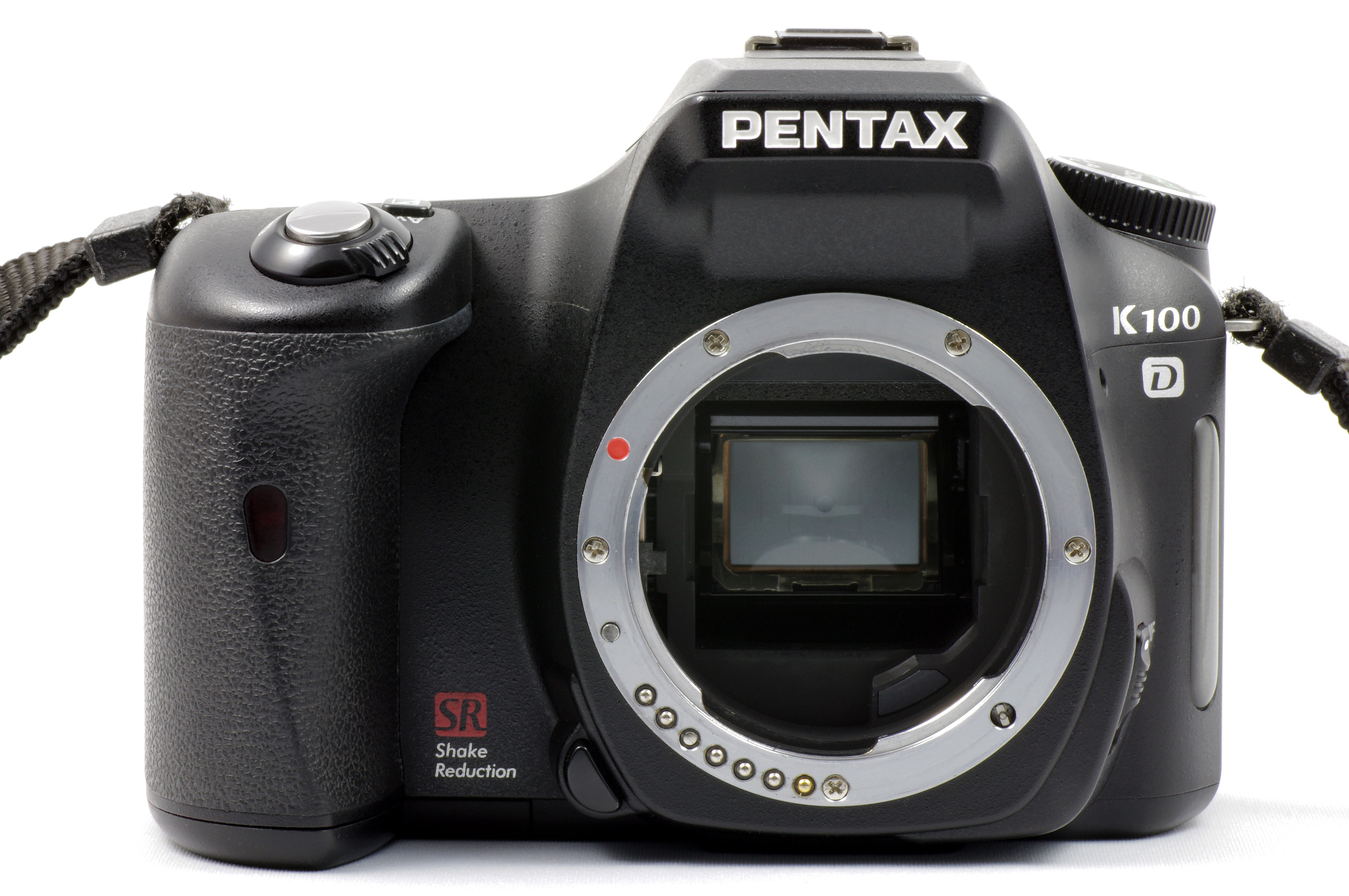

## 같이 보기
- 펜탁스 K110D, 펜탁스 K10D